# Jalifa
Jalifa (en árabe: خليفة‎; «sucesor», «representante» o «vicario») es el título que recibía la máxima autoridad del antiguo protectorado español de Marruecos, que ejercía funciones por delegación del sultán con la intervención del alto comisario español.
«Jalifa» es la forma árabe de «califa», el título que adoptaron históricamente quienes eran considerados cabeza del islam, en tanto que sucesores de Mahoma. Sin embargo, cuando en español se emplea la forma «jalifa», manteniendo su pronunciación árabe original, se refiere al jalifa del Marruecos español, representante del sultán que residía en Rabat, capital del protectorado francés. El jalifa, por su parte, residía en Tetuán, capital del protectorado español.
Dentro del sistema de protectorado, tanto sultán como jalifa, cada uno en su zona respectiva, encarnaban la ficción de una soberanía marroquí. La función del jalifa era sobre todo simbólica, firmando las disposiciones dictadas por el alto comisario español y acompañando a las autoridades españolas.

## Jalifas del protectorado
- Mohammed Mehedi Uld Ben Ismael (1913-1923)
- Hassan Ben el Mehedi Ben Ismael (1924-1956)

- Datos: Q38415801